# Afra Karagöz
Afra Karagöz (* 2002 in Izmir) ist eine türkische Schauspielerin und Model.

## Leben und Karriere
Karagöz wurde 2002 in Izmir geboren. Sie studierte an der Akdeniz Üniversitesi. 2017 war sie bei der Modeschau von Argento Beachwear in Izmir zu sehen.
Ihr Schauspieldebüt gab sie im selben Jahr in einer Folge in No: 309. Anschließend trat sie 2021 in dem Kurzfilm Buray – Alaz Alaz auf. Außerdem spielte Karagöz in der Fernsehserie Doğu mit.  Unter anderem setzte sie 2023 ihre Karriere in Kraliçe fort. Von 2023 bis 2024 bekam sie in der Serie Dilek Taşı eine Hauptrolle. 2024 wurde Karagöz für die Serie Gaddar gecastet.

## Filmografie
Filme
- 2021: Buray – Alaz Alaz

Serien
- 2017: No: 309
- 2021: Doğu
- 2023: Kraliçe
- 2023–2024: Dilek Taşı
- 2024: Gaddar